# Jakutiska
Jakutiska, eller sacha, är ett turkspråk med omkring 363 000 talare, jakuterna. Dessa bor främst i delrepubliken Sacha (Jakutien) i nordöstra Sibirien i Ryssland.

## Klassificering
Jakutiska tillhör de nordturkiska språken (nordöstturkiska språken), där även sjor, tuvinska och den mycket närbesläktade dolganska ingår. De nordturkiska språken ingår i den turkiska språkfamiljen, som stundom inkluderats i en altaisk språkfamilj. 

## Utbredning

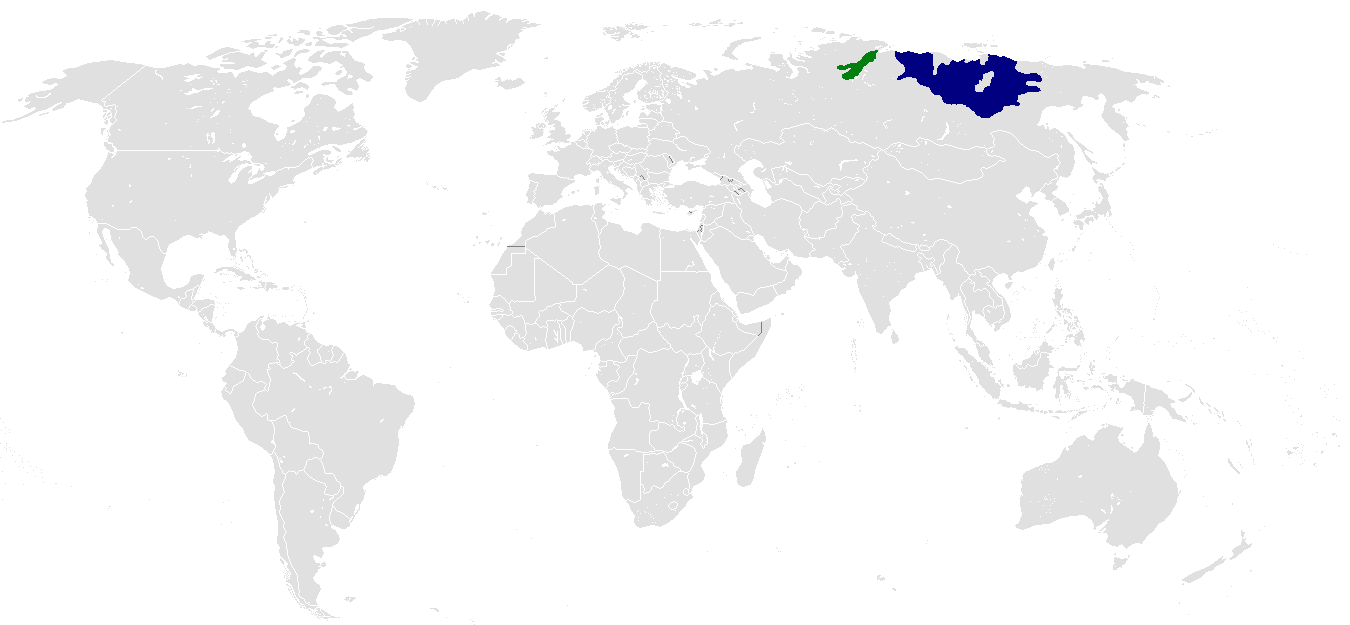
Karta över jakutiskans (blått) och dolganskans (grön) spridningsområden.

Jakutiska talas totalt av omkring 363 000 personer, jakuterna vilka främst lever i delrepubliken Sacha (Jakutien) i nordöstra Sibirien i Ryssland. Det talas också av etniska jakuter i Chabarovsk kraj i sydöstra Sibirien samt av en liten diaspora i andra delar av Ryssland, Turkiet och andra delar av världen. Dolganskan, en nära släkting till jakutiskan och av vissa ansedd som en dialekt av den senare, talas av dolganer i Krasnojarsk kraj. Jakutiskan används till stor utsträckning som lingua franca av andra etniska minoriteter i Sacha.

## Ljudlära
En karakteristisk egenskap i jakutiskan är dess vokalharmoni. Om den första vokalen i ett jakutiskt ord är främre (mjuk) blir påföljande vokaler vanligtvis även de främre: exempelvis kelin, "tillbaka", där e är en öppen främre orundad vokal och i är en sluten främre orundad vokal. 

### Konsonanter
|                     | Bilabial | Bilabial | Dental | Dental | Alveolar | Alveolar | Palatal | Palatal | Velar | Velar | Glottal | Glottal |
| ------------------- | -------- | -------- | ------ | ------ | -------- | -------- | ------- | ------- | ----- | ----- | ------- | ------- |
| Klusil              | p        | b        | t      | d      |          |          | c       | ɟ       | k     | g     |         |         |
| Nasal               | m        | m        | n      | n      |          |          | ɲ       | ɲ       | ŋ     | ŋ     |         |         |
| Frikativa           |          |          |        |        | s        |          |         |         | x     | ɣ     | h       |         |
| Flapp               |          |          |        |        | ɾ        | ɾ        |         |         |       |       |         |         |
| Approximant         |          |          |        |        |          |          | j, j̃    | j, j̃    |       |       |         |         |
| Lateral approximant |          |          |        |        | l        | l        |         |         |       |       |         |         |

### Vokaler
|        |         | Kort   | Kort  | Lång | Lång | Diftong |
| ------ | ------- | ------ | ----- | ---- | ---- | ------- |
| Sluten | Öppen   | Sluten | Öppen |      |      | Diftong |
| Främre | Orundad | i      | e     | iː   | eː   | ie      |
| Främre | Rundad  | y      | ø     | yː   | øː   | yø      |
| Bakre  | Orundad | ɯ      | a     | ɯː   | aː   | ɯa      |
| Bakre  | Rundad  | u      | o     | uː   | oː   | uo      |

## Skriftsystem
Jakutiskan skrivs med en variant av det kyrilliska alfabetet. Det moderna jakutiska alfabetet, som etablerades 1939 av Sovjetunionen, består av de ryska samt fem ytterligare bokstäver: Ҕҕ, Ҥҥ, Өө, Һһ, Үү.
| Kyrilliska | IPA     |                                                         |
| ---------- | ------- | ------------------------------------------------------- |
| А а        | /a/     |                                                         |
| Б б        | /b/     |                                                         |
| В в        | /v/     | endast i ryska lånord                                   |
| Г г        | /g/     |                                                         |
| Ҕ ҕ        | /ɣ, ʁ/  |                                                         |
| Д д        | /d/     |                                                         |
| Дь дь      | /ɟ/     |                                                         |
| Е е        | /e, je/ | endast i ryska lånord                                   |
| Ё ё        | /jo/    | endast i ryska lånord                                   |
| Ж ж        | /ʒ/     | endast i ryska lånord                                   |
| З з        | /z/     | endast i ryska lånord                                   |
| И и        | /i/     |                                                         |
| Й й        | /j, j̃/  | nasaliseringen av halvvokalen utsätts inte ortografiskt |
| К к        | /k, q/  |                                                         |
| Л л        | /l/     |                                                         |
| М м        | /m/     |                                                         |
| Н н        | /n/     |                                                         |
| Ҥ ҥ        | /ŋ/     |                                                         |
| Нь нь      | /ɲ/     |                                                         |
| О о        | /o/     |                                                         |
| Ө ө        | /ø/     |                                                         |
| П п        | /p/     |                                                         |
| Р р        | /r/     |                                                         |
| С с        | /s/     |                                                         |
| Һ һ        | /h/     |                                                         |
| Т т        | /t/     |                                                         |
| У у        | /u/     |                                                         |
| Ү ү        | /y/     |                                                         |
| Ф ф        | /f/     | endast i ryska lånord                                   |
| Х х        | /x/     |                                                         |
| Ц ц        | /ts/    | endast i ryska lånord                                   |
| Ч ч        | /c/     |                                                         |
| Ш ш        | /ʃ/     | endast i ryska lånord                                   |
| Щ щ        | /ɕː/    | endast i ryska lånord                                   |
| Ъ ъ        | ?       | endast i ryska lånord                                   |
| Ы ы        | /ɯ/     |                                                         |
| Ь ь        | ?       | endast i ryska lånord                                   |
| Э э        | /e/     |                                                         |
| Ю ю        | /ju/    | endast i ryska lånord                                   |
| Я я        | /ja/    | endast i ryska lånord                                   |

Ett annat alfabet, skapat av Semjon Novgorodov, är baserat på det internationella fonetiska alfabetet.

## Grammatik
Såsom andra turkspråk begagnar jakutiskan vokalharmoni, är ett agglutinerande språk och saknar grammatiskt genus. 

### Syntax
Grundordföljden kan summeras som subjekt–adverb–objekt–predikat, ägare–det ägda, substantiv–adjektiv.

### Substantiv
Substantiv har singular- och pluralformer. Pluralis bildas av suffixet /-LAr/, som kan realiseras som [-lar], [-ler], [-lør], [-lor], [-tar], [-ter], [-tør], [-tor], [-dar], [-der], [-dør], [-dor], [-nar], [-ner], [-nør] och [-nor], beroende på föregående vokal och konsonant. Pluralen används endast vid syftning till ett antal företeelser kollektivt, inte då ett specifikt antal anges. Substantiv böjs inte efter genus. 

### Pronomen

#### Personliga pronomen
Personliga pronomen skiljer i jakutiskan mellan först, andra och tredje person och i numerus till singularis och pluralis.
|        | Singular |  |  | Plural  |
| Första | min      |  |  | bihigi  |
| Andra  | en       |  |  | ehigi   |
| Tredje | kini     |  |  | kiniler |

Trots att genus generellt saknas skiljes bland personliga pronomen på mänskligt och icke-mänskligt i tredje person, där kini syftar till människor och ol till alla andra företeelser.

#### Interrogativer
Interrogativer stannar i jakutiskan in situ; de placeras ej först i meningen och frångår således ej ordföljden. Bland interrogativer finns: tuox, "vad", kim, "vem", xaydax, "hur", xas, "hur mycket", xanna, "var", xannɯk, "vilken".